# Гатрі (Кентуккі)
Гатрі (англ. Guthrie) — місто (англ. city) в США, в окрузі Тодд штату Кентуккі. Населення — 1330 осіб (2020).

## Географія
Гатрі розташоване за координатами 36°38′55″ пн. ш. 87°10′26″ зх. д. / 36.64861° пн. ш. 87.17389° зх. д. (36.648652, -87.173945).  За даними Бюро перепису населення США в 2010 році місто мало площу 4,39 км², з яких 4,38 км² — суходіл та 0,01 км² — водойми.

## Демографія
Згідно з переписом 2010 року, у місті мешкало 1419 осіб у 564 домогосподарствах у складі 358 родин. Густота населення становила 323 особи/км².  Було 642 помешкання (146/км²).
Расовий склад населення:
| - 67,3 % — білих - 29,3 % — чорних або афроамериканців - 0,4 % — азіатів - 0,3 % — корінних американців |

До двох чи більше рас належало 1,8 %. Частка іспаномовних становила 6,5 % від усіх жителів.
За віковим діапазоном населення розподілялося таким чином: 28,5 % — особи молодші 18 років, 58,6 % — особи у віці 18—64 років, 12,9 % — особи у віці 65 років та старші. Медіана віку мешканця становила 33,8 року. На 100 осіб жіночої статі у місті припадало 92,5 чоловіків;  на 100 жінок у віці від 18 років та старших — 86,4 чоловіків також старших 18 років.
Середній дохід на одне домашнє господарство  становив 34 932 долари США (медіана — 25 882), а середній дохід на одну сім'ю — 42 880 доларів (медіана — 36 471). Медіана доходів становила 33 553 долари для чоловіків та 27 721 долар для жінок. За межею бідності перебувало 35,7 % осіб, у тому числі 49,5 % дітей у віці до 18 років та 31,8 % осіб у віці 65 років та старших.
Цивільне працевлаштоване населення становило 590 осіб. Основні галузі зайнятості: виробництво — 23,6 %, освіта, охорона здоров'я та соціальна допомога — 21,2 %, будівництво — 15,6 %, роздрібна торгівля — 12,9 %.